# Liste der Monuments historiques in Mertzen
Die Liste der Monuments historiques in Mertzen führt die Monuments historiques in der französischen Gemeinde Mertzen auf.

## Liste der Objekte
| Bezeichnung                              | Beschreibung | Standort                        | Kennzeichnung | Schutzstatus | Datum | Bild |
| ---------------------------------------- | --- | ------------------------------- | ------------- | ------------ | ----- | ---- |
| Skulptur Heiliger Morandus               | Holz, farbig gefasst und vergoldet, 17. oder 18. Jahrhundert | in der Kirche St-Maurice (Lage) | PM68001117    | Inscrit      | 1989  |      |
| Flachrelief Auge Gottes                  | Holz, farbig gefasst und vergoldet, 18. Jahrhundert | in der Kirche St-Maurice (Lage) | PM68000236    | Classé       | 1988  |      |
| Wendelinusaltar                          | rechter Seitenaltar; Altartisch, Retabel und zwei Gemälde; Holz, farbig gefasst und vergoldet, sowie Ölfarbe auf Leinwand, 18. und 19. Jahrhundert; ein Gemälde nach Raffael    | in der Kirche St-Maurice (Lage) | PM68000486    | Classé       | 1988  |      |
| Orgel                                    | Haupteintrag für PM68000901 | in der Kirche St-Maurice (Lage) | PM68000900    | Inscrit      | 1989  |      |
| Orgelprospekt                            | 1793 gebaut; mit Teilen der Orgel der Abtei Lucelle | in der Kirche St-Maurice (Lage) | PM68000901    | Inscrit      | 1989  |      |
| Altar                                    | Altartisch; Holz, farbig gefasst und vergoldet, 1820; in der Pfarrscheune eingelagert                                                                                           | in der Kirche St-Maurice (Lage) | PM68001119    | Inscrit      | 1987  |      |
| Sakramentshaus                           | Stein, 17. Jahrhundert | in der Kirche St-Maurice (Lage) | PM68001114    | Inscrit      | 1989  |      |
| Skulptur Heiliger Rochus                 | Holz, farbig gefasst und vergoldet, 17. oder 18. Jahrhundert | in der Kirche St-Maurice (Lage) | PM68001116    | Inscrit      | 1989  |      |
| Sebastiansaltar                          | Seitenaltar auf der Nordseite des Schiffs; Altartisch und Retabel; Holz, farbig gefasst und vergoldet, Ende des 18. Jahrhunderts                                                | in der Kirche St-Maurice (Lage) | PM68001118    | Inscrit      | 1989  |      |
| Marienaltar                              | linker Seitenaltar; Altartisch, Retabel und zwei Gemälde; Holz, farbig gefasst und vergoldet, sowie Ölfarbe auf Leinwand, 18. und 19. Jahrhundert; ein Gemälde nach Ernst Deger | in der Kirche St-Maurice (Lage) | PM68000232    | Classé       | 1988  |      |
| Gemälde Martyrium des heiligen Mauritius | Ölfarbe auf Leinwand, vergoldeter Holzrahmen, 18. oder 19. Jahrhundert | in der Kirche St-Maurice (Lage) | PM68000233    | Classé       | 1988  |      |
| Zwei Halbreliefs Trophäen                | Holz, farbig gefasst und vergoldet, 18. Jahrhundert | in der Kirche St-Maurice (Lage) | PM68000234    | Classé       | 1988  |      |
| KAnzel                                   | Holz, farbig gefasst und vergoldet, 18. Jahrhundert | in der Kirche St-Maurice (Lage) | PM68000235    | Classé       | 1988  |      |
| Tabernakel                               | Holz, farbig gefasst und vergoldet, zweite Hälfte des 18. Jahrhunderts; in der Pfarrscheune eingelagert                                                                         | in der Kirche St-Maurice (Lage) | PM68000239    | Classé       | 1987  |      |
| Zwei Engelsköpfe                         | Holz, farbig gefasst und vergoldet, 18. Jahrhundert | in der Kirche St-Maurice (Lage) | PM68001115    | Inscrit      | 1989  |      |
| Skulptur Heiliger Sebastian              | Holz, farbig gefasst und vergoldet, Ende des 18. Jahrhunderts | in der Kirche St-Maurice (Lage) | PM68001230    | Inscrit      | 1997  |      |